# Otto Wüst
Otto Wüst, né le 26 mai 1926 à Sursee et mort le 19 août 2002 dans la même ville est un prêtre suisse, évêque catholique du diocèse de Bâle de 1982 à 1993.

## Biographie
Otto Wüst naît le 26 mai 1926 à Sursee, dans le canton de Lucerne. Son père est menuisier.
Après l'école cantonale de Lucerne, il fait des études de philosophie et de théologie à l'université pontificale grégorienne à Rome, où il est ordonné prêtre le 10 octobre 1953. Il y défend un doctorat de théologie en 1956, sur le développement historique de la doctrine de la potestas vicaria divina. En 1956, il est vicaire à l'église Notre-Dame de Berne (de).
En 1960, l'évêque de Bâle, Franziskus von Streng le nomme secrétaire général de l'association populaire catholique suisse, puis recteur du séminaire diocésain en 1966. L'évêque de Bâle suivant, Anton Hänggi, le nomme vicaire épiscopal.
Le 27 novembre 1975, il est nommé évêque auxiliaire, et titulaire de Tubia-en-Maurétanie (de). Il est ordonné évêque le 1er février 1976 par Anton Hänggi, assisté de François-Nestor Adam, évêque de Sion et Joseph Hasler, évêque de Saint-Gall.
En tant qu'évêque, il s'implique en faveur de l'Action de Carême
À l'été 1993, âgé de 67 ans, il annonce au pape Jean-Paul II son souhait de démissionner pour raison de santé. Celle-ci est acceptée le 26 octobre 1993,.
Il meurt le 19 août 2002 à Sursee. Ses funérailles ont lieu le 26 août 2002 à la cathédrale Saint-Ours-et-Saint-Victor de Soleure.